# Ouija (film, 2014)
Pour les articles homonymes, voir Ouija (homonymie).
Série
Ouija : les origines
(2016)
Pour plus de détails, voir Fiche technique et Distribution.
Ouija est un film d'horreur américain coécrit et réalisé par Stiles White, sorti en 2014. Le film est adapté du jeu Ouija et plus précisément de la version éditée par la société Hasbro.

## Synopsis
Un soir, Debbie Galardi se suicide après avoir retrouvé sur son lit la planche Ouija qu'elle avait brûlée quelques minutes avant. Quelques jours après, sa meilleure amie, Laine Morris, retrouve la planche, et décide de l'utiliser avec quelques amis pour faire ses adieux à Debbie. Lors de la séance, ces derniers arrivent à contacter Debbie et à lui dire au revoir. Mais le lendemain, des évènements de plus en plus étranges se multiplient. La bande d'amis décide de rejouer, et découvre vite que ce n'était pas à Debbie qu'ils parlaient. Leur amie n'était pas la première victime de la planche, ils vont donc devoir faire face à deux fantômes très dangereux et tout faire pour les renvoyer de l'autre côté avant d'être exécutés un par un.

## Fiche technique
- Titre original : Ouija
- Réalisation : Stiles White
- Scénario : Juliet Snowden et Stiles White, d'après le jeu Ouija de Hasbro
- Montage : Ken Blackwell
- Direction artistique : Cate Bangs et Jeremy Woolsey
- Décors : Kristin Peterson
- Costumes : Mary Jane Fort
- Photographie : David Emmerichs
- Musique : Anton Sanko
- Production : Michael Bay, Jason Blum, Andrew Form, Bradley Fuller, Brian Goldner
- Sociétés de production : Platinum Dunes, Hasbro Films et Blumhouse Productions
- Sociétés de distribution : Universal Pictures
- Budget : 5 000 000 $
- Pays de production : États-Unis
- Langue originale : anglais
- Format : Couleur
- Genre : Épouvante
- Durée : 89 minutes
- Dates de sortie :
  - États-Unis, Canada, Québec : 24 octobre 2014
  - France : 29 avril 2015
- Interdit aux moins de 12 ans lors de sa sortie en salles

## Distribution
- Olivia Cooke (VFB : Sophie Frison ; VQ : Kim Jalabert) : Laine Morris
- Ana Coto (en) (VFB : Helena Coppejans ; VQ : Éveline Gélinas) : Sarah Morris
- Daren Kagasoff (VFB : Maxime Van Santfoort ; VQ : Louis-Philippe Berthiaume) : Trevor
- Bianca A. Santos (VFB : Mélissa Windal ; VQ : Sarah-Jeanne Labrosse) : Isabelle
- Douglas Smith (VFB : Nicolas Matthys ; VQ : Xavier Dolan) : Pete
- Shelley Hennig (VF : Séverine Cayron ; VQ : Ariane-Li Simard-Côté) : Debbie Galardi
- Sierra Heuermann : Doris Zander
- Lin Shaye (VFB : Nicole Shirer ; VQ : Élise Bertrand) : Paulina Zander
- Claudia Katz Minnick : Alice Zander, 'Mère'
- Vivis Colombetti (VFB : Myriam Thyrion) : Nona
- Robyn Lively (VFB : Sophie Landresse) : Mme Galardi
- Matthew Settle (VFB : Simon Duprez) : Anthony Morris
- Afra Sophia Tully (VFB : Luna Wouters) : Laine enfant
- Claire Beale (VFB : Clarisse De Vinck) : Debbie enfant
- Izzie Galanti : Sarah enfant

Référence VQ : Carton de doublage au Québec
Référence VF : Carton de doublage DVD/Blu-ray et VOD

## Production

### Développement
Le 28 mai 2008, il est annoncé que  Platinum Dunes, la société de production de Michael Bay, et Universal Pictures vont adapter la version de la société Hasbro du jeu Ouija. Le film devait disposer d'un budget assez important et être un film fantastique familial. Le réalisateur McG rejoint le projet qui devait être scénarisé par Simon Kinberg.
Mais finalement, le projet coûte tellement cher que le studio le fait avancer très lentement. En 2011, McG et Simon Kinberg quittent le projet et le studio décide de l'annuler. 
En mars 2012, Blumhouse Productions décide de relancer le projet et d'en faire un film d'horreur à petit budget. Universal Pictures valide cette décision et la production est relancée. Le studio engage le réalisateur débutant Stiles White qui écrira aussi le scénario avec Juliet Snowden.

### Tournage
Le tournage du film a commencé en décembre 2013 à Los Angeles et s'est terminé en janvier 2014. 
À la suite des mauvais retours lors des séances tests du film, le studio décide de retourner la quasi-totalité du film en peu de temps. L'équipe recommence donc le tournage en mars 2014. Le scénario est presque entièrement réécrit, des personnages sont supprimés et d'autres ajoutés comme celui de Lin Shaye. L’apparence physique du fantôme de Doris Zander est aussi modifié, dans la première version elle devait simplement être brulée alors que dans la version finale, elle apparait en état de décomposition.

## Accueil

### Box-office
| Pays/Région   | Box-office    |
| ------------- | ------------- |
| États-Unis    | 50 856 010 $  |
| France        | 1 742 307 $   |
| International | 52 734 261 $  |
| Mondial       | 103 590 271 $ |

Le film est un succès au box-office américain, récoltant plus de 50 millions de dollars. Dans le monde, le film est aussi un succès et récolte plus de 53 millions de dollars. En France, le film fonctionne moyennement avec 279 518 entrées, en effet, à cause de sa sortie décalée, le film était déjà visible sur de nombreuses plateformes illégales avant sa sortie.
En tout, le film a récolté un peu plus de 103 millions de dollars pour un petit budget de 5 millions de dollars.

### Critiques
Le film a reçu des critiques négatives, recueillant 7 % de critiques positives, avec une note moyenne de 3,3/10 et sur la base de 76 critiques collectées, sur le site agrégateur de critiques Rotten Tomatoes. Sur Metacritic, il obtient un score négatif de 38/100 sur la base de 22 critiques collectées.

## Préquel
Un deuxième volet, intitulé Ouija : Les Origines est sorti en 2016. Réalisé par Mike Flanagan, le film est un préquel au premier film et raconte l'histoire de la famille Zander avant leur mort tragique.